# Herb Leona XIV

Herb kardynała Roberta Prevosta

Herb papieski Leona XIV – oficjalny herb Stolicy Apostolskiej w czasie pontyfikatu papieża Leona XIV, rozpoczętego 8 maja 2025 roku. Herb odzwierciedla korzenie augustiańskie papieża i wartości, które stara się promować podczas swojego pontyfikatu w Kościele.

## Opis
Tarcza herbowa podzielona jest z lewa w skos na dwa pola. W górnym polu na błękitnej tynkturze znajduje się stylizowany symbol kwiatu białej lilii,  oznaczający czystość i niewinność Dziewicy Marii. W dolnym polu w barwie cielistej widnieje godło zakonu św. Augustyna – płonące serce człowieka przeszyte strzałą, spoczywające na księdze Pisma Świętego. Obraz nawiązuje do sceny nawrócenia patrona zakonu na chrześcijaństwo. Strzała symbolizuje natchnienie Ducha Świętego, które rozpaliło serce św. Augustyna z Hippony duchową miłością do Słowa Bożego. Emblemat wywodzi się z dwóch myśli świętego: „Swoim słowem zraniłeś serce moje i pokochałem Cię, Panie” i „Niespokojne jest serce nasze, póki w Tobie nie spocznie”.
Począwszy od herbu Benedykta XVI tarczę herbów papieskich wieńczy mitra biskupia z czerwonymi infułami zakończonymi złotymi frędzlami i ozdobionymi złotymi krzyżami greckimi. Srebrna mitra podzielona jest poziomymi pasami koloru złotego (nawiązanie do symboliki trzech koron tiary), co wyraża potrójną misję papieża: jako pasterza Kościoła, nauczyciela wiary i sędziego w sprawach duchowych. Łączący je pionowy pas mówi o jedności tych cech w osobie papieża.
Panoplium tworzą symbole Stolicy Apostolskiej – skrzyżowane w skos dwa klucze, złoty i srebrny, skierowane piórami ku górze, przepasane czerwonym cingulum zakończonym chwostami. Są symbolem władzy św. Piotra i jego następców; złoty klucz symbolizuje władzę duchową, srebrny  władzę doczesną na ziemi, ich przeplatanie i powiązanie sznurem wskazuje na związek między tymi dwoma aspektami władzy. Odnoszą się do obietnicy Jezusa danej św. Piotrowi: „Tobie dam klucze królestwa niebieskiego; cokolwiek zwiążesz na ziemi, będzie związane w niebie, cokolwiek rozwiążesz na ziemi, będzie rozwiązane w niebie”. Do tiary nawiązują też kolory mitry, dwa nałożone na siebie metale (srebro i złoto), co było wyjątkiem od zasad alternacji heraldycznej zarezerwowanym dla herbów historycznych.
Na dewizie herbowej umieszczono słowa: In Illo uno unum (W Nim stanowimy jedno). Fraza ta pochodzi z wykładu św. Augustyna na temat Psalmu 127, w którym wyjaśnia, że „chociaż nas chrześcijan jest wielu, w jednym Chrystusie jesteśmy jedno”.
Leon XIV zachowując elementy swojego herbu kardynalskiego, wcześniej herbu biskupiego, podkreślił ciągłość wyznawanych przez siebie wartości. Tarcza odzwierciedla jego maryjną duchowość i biograficzne zakorzenienie w Zakonie Świętego Augustyna, a cytat w dewizie wyraża teologiczne rozumienie Kościoła.